# IC 361
IC 361 је расијано звјездано јато у сазвјежђу Жирафа које се налази на листи објеката дубоког неба у Индекс каталогу.
Деклинација објекта је + 58° 14' 58" а ректасцензија 4h 18m 50,6s. Привидна величина (магнитуда) објекта IC 361 износи 11,7. IC 361 је још познат и под ознакама OCL 393.